# 二氟化硫
二氟化硫是一种硫的卤化物，化学式为SF2。它可由二氯化硫与氟化钾或氟化汞在低压在反应制得：
{\displaystyle {\rm {\ SCl_{2}+2KF{\xrightarrow {423K}}SF_{2}+2KCl}}}
{\displaystyle {\rm {\ SCl_{2}+HgF_{2}{\xrightarrow {423K}}SF_{2}+HgCl_{2}}}}
二氟化硫分子中键角为98°，键长为159pm。这种化合物十分不稳定，會二聚成為FSSF3。它的不對稱同分異構體S2F4被認為是透過將SF2插入到另一個SF2分子的S-F鍵產生的。
它也可以由二氟化氧和硫化氫反應生成：
{\displaystyle {\rm {\ OF_{2}+H_{2}S{\xrightarrow {}}SF_{2}+H_{2}O}}}